# سينما الأندلس
سينما ومسرح الأندلس وتعد من أشهر وأقدم دور السينما والمسارح في فلسطين والمنطقة، تقع في مدينة طولكرم بالضفة الغربية، وقد افتتحت عام 1965. يوجد في مدينة طولكرم أيضًا سينما الفريد الشهيرة والتي افتتحت عام 1960.

## التاريخ
افتتحت دار سينما ومسرح الأندلس في مدينة طولكرم عام 1965، أي قبل عامين من حرب النكسة والتي وقعت عام 1967.

## سينما الأندلس والمجتمع
تشكل دار سينما ومسرح الأندلس في مدينة طولكرم مركزًا ثقافيًا ترفيهيًا على مستوى فلسطين والمنطقة، حيث عملت دار السينما منذ تأسيسها على عرض عشرات الأفلام العربية والأمريكية والأجنبية والهندية، مما ساهم في جذب الزوار من كافة مناطق الضفة الغربية ومناطق الـ48. تقدم دار سينما ومسرح الأندلس هذه الأيام عروضًا متنوعة من المسرحيات، والعروض السحرية، والعروض المخصصة للأطفال، وعروض الهيب هوب والراب،  وغيرها.

## وصلات خارجية
- صورة خارجية لدار سينما ومسرح الأندلس في مدينة طولكرم عام 1986، موقع فلسطين في الذاكرة.